# Pikler Gyula
Pikler Gyula (Temesvár, 1864. május 21. – Ecséd, 1937. november 28.) magyar jogbölcsész, egyetemi tanár, a Társadalomtudományi Társaság tagja. A pozitivista állam- és jogbölcselet egyik legkiemelkedőbb és legnagyobb hatású, külföldön is ismert hazai képviselője. Hatására és az ő személye körül jött létre 1908-ban a Galilei Kör Budapesten, amelyhez elsősorban a haladó szellemű értelmiségi fiatalok csatlakoztak.

## Életpályája
Kispolgári bánsági zsidó családba született, Pikler Lipót és Singer Jozefin gyermekeként. A gimnáziumot Ungváron, az egyetemi tanulmányait a pesti egyetem jogi karán végezte el. Közben 1884 és 1891 között a képviselőház segédkönyvtárnoka volt. 1886-ban a budapesti egyetemen magántanári képesítést nyert. 1891-től a budapesti egyetemen címzetes rendkívüli tanár, 1896-ban rendkívüli tanár, 1903-tól 1920-ig rendes tanár volt a jog- és állambölcselet tanszéken.
Kiváló pályatársakkal működött együtt a századelőn, 1900-ban Jászi Oszkárral, Pulszky Ágosttal, Vámbéry Rusztemmel, Somló Bódoggal megindította a Huszadik Század című polgári radikális társadalomtudományi folyóiratot, s egy évvel később már meg is alapították a Társadalomtudományi Társaságot. 1901-től alelnöke, 1906-1920 között elnöke volt ennek a társaságnak. Pozitivista felfogása miatt évekig harcban állt a konzervatív és klerikális irányzatok képviselőivel, számos támadás is érte nézetei miatt, még a képviselőházban is. Fő művének a Jog keletkezéséről és fejlődéséről című kötete tekinthető, amelyben az állam és jog lényegét meghatározó elméletét fejti ki saját nézetei alapján. 1910 után csendesen visszavonult a közéleti szerepléstől, és tudományos munkásságának java részét a lélektan és a pszichofiziológia terén fejtette ki. Élete során számos folyóiratban publikált jogbölcseleti, szociológiai témában, többek között a Huszadik század, a Századunk és a Jogtudományi Közlöny hasábjain.
1919 tavaszán egészségi állapota  miatt szabadságot kért és Bécsbe távozott. A Tanácsköztársaság bukása után, 1925-ben, végérvényesen  nyugdíjazták. Felesége Spitzer Anna volt. Élete hátralévő éveiben visszavonultan, családja ecsédi birtokán élt., ahol látásfiziológiai megfigyelésekkel és kísérletekkel foglalkozott, amelyeket német nyelven publikált is. 1937. november 28-án, délelőtt 9 órakor hunyt el Budapesten, szívkoszorúér-meszesedés következtében. Otthona ma az ecsédi óvodának ad helyet.

## Társasági tagság
- Társadalomtudományi Társaság

## Főbb művei
- Ricardo. Jelentősége a közgazdaságtan történetében. Elméleti tételeinek bírálatos magyarázata és továbbfejlesztésök áttekintése; MTA, Bp., 1885
- Ricardo: jelentősége a közgazdaságtan történetében: érték- és megoszlástana. Budapest: Egyetemi Ny., 1885. 190 p.
- Bevezető a jogbölcseletbe. Budapest: Athenaeum, 1892. XXXII, 166 p.
- A jog keletkezéséről és fejlődéséről – 1897
- Az emberi egyesületek és különösen az állam fejlődése: az igazságosságról általában : folytatásul A jog keletkezéséről és fejlődéséről c. könyvhöz. Budapest:Politzer Zsigmond, 1897. 145 p.
- Az emberi egyesületek. [Budapest]:[Politzer Zsigmond], [1898]. 203 p.
- A "Jus" szó eredete és fogalmi és nyelvi rokonai. Budapest: Politzer Zsigmond, 1898. 24 p.
- A büntetőjog bölcselete: Pikler Gyula előadásai. 2. kiadás. Budapest: Politzer Zsigmond, 1898. 146 p.
- A jótékonyság központosítása – 1900
- Das Grundgesetz alles neuro-psychischen Lebens. Leipzing: Johann Ambrosius Barth, 1900. XVI, 254 p.
- Az emberi egyesületek és különösen az állam keletkezése és fejlődése : 1. folytatás "A jog keletkezéséről és fejlődéséről" c. könyvhöz,  – 1905
- A büntetőjog bölcselete: második folytatás A jog keletkezéséről és fejlődéséről c. könyvhöz. 6. kiadás. Budapest: Politzer, 1908. VI, [1], 128 p.
- A lélektan alapelvei – 1909
- A lelki élet alaptörvényei – 1910
- A büntetőjog bölcselete. 7. jav. kiadás. Budapest: Grill, 1910. 161 p.
- A jog keletkezéséről és fejlődéséről. Budapest:Grill, 1911. IX, 301 p.
- Sinnesphysiologische Untersuchungen. Leipzig: J. A. Barth, 1917. VIII, 515 p.
- Theorie des Gedächtnisses: Mit einer kritischen Anwendung auf W. Köhlers "physiologische Theorie des Sukzessivvergleichs" und die gegenwärtige "Gestaltpsychologie" überhaupt. Leipzig: J. A. Barth, 1926. 43 p.